# Ina Wroldsen
Ina Christine Wroldsen (Sandefjord, 29 maggio 1984) è una cantautrice norvegese, nota per essere stata la voce del singolo di successo mondiale How Deep Is Your Love, prodotto dal deejay scozzese Calvin Harris insieme al trio britannico dei Disciples.

## Biografia
Attualmente risiedente a Londra, è nota al pubblico come scrittrice di canzoni; nella sua carriera ha composto testi per artisti come The Wanted, Little Mix, Pixie Lott, James Arthur, Cover Drive, JLS, Pussycat Dolls, Britney Spears, Cobra Starship, Kylie Minogue, Leona Lewis, One Direction, The Saturdays e Flo Rida.
La norvegese esercita anche la professione di cantante. Precedentemente legata col produttore islandese Arnþór Birgisson della band electropop Ask Embla,  attualmente prosegue la sua carriera da solista sotto l'etichetta Universal Music Group.
Il suo stile è uno misto fra pop e musica elettronica e, come lei stessa ha confessato, si ispira ad Aloe Blacc, Shakira, One Direction, Pussycat Dolls e Sia.
Ha preso parte al coro della canzone He About to Lose Me di Britney Spears, contenuto in Femme Fatale.
Nel 2017 collabora con Jax Jones al singolo Breathe e con Alan Walker per il remix del brano Strongest. L'anno seguente prende parte al singolo Favela di Alok.

## Discografia

### EP
- 2018 – Hex
- 2021 – Matters of the Mind

### Raccolte
- 2025 – Hver gang vi møtes

### Singoli
- 2004 – Suddendly
- 2014 – Aliens (Her er jeg)
- 2015 – Rebels
- 2017 – Strongest

### Partecipazioni
- 2015 –  How Deep Is Your Love ft. Calvin Harris e i Disciples
- 2016 – Places ft. Martin Solveig
- 2017 - Breathe ft. Jax Jones
- 2018 - Lie to Me ft. Steve Aoki
- 2019 - Obsessed ft. Dynoro

## Crediti come autrice
| Anno | Titolo                                | Interprete                                |
| ---- | ------------------------------------- | ----------------------------------------- |
| 2007 | For a Moment                          | Maria Arredondo                           |
| 2008 | Hush Hush                             | Pussycat Dolls                            |
| 2008 | If This Is Love                       | The Saturdays                             |
| 2008 | Up                                    | The Saturdays                             |
| 2008 | Keep Her                              | The Saturdays                             |
| 2008 | Lies                                  | The Saturdays                             |
| 2008 | Work                                  | The Saturdays                             |
| 2008 | Chasing Lights                        | The Saturdays                             |
| 2008 | Set Me Off                            | The Saturdays                             |
| 2008 | Fail                                  | The Saturdays                             |
| 2009 | Ego                                   | The Saturdays                             |
| 2009 | No One                                | The Saturdays                             |
| 2009 | One Shot                              | The Saturdays                             |
| 2009 | Denial                                | The Saturdays                             |
| 2009 | Wordshaker                            | The Saturdays                             |
| 2009 | Open Up                               | The Saturdays                             |
| 2009 | Not Good Enough                       | The Saturdays                             |
| 2009 | Deeper                                | The Saturdays                             |
| 2009 | 2 AM                                  | The Saturdays                             |
| 2009 | Gravity                               | Pixie Lott                                |
| 2009 | My Hands                              | Leona Lewis                               |
| 2009 | Broken Ground                         | Sarah Kreuz                               |
| 2009 | My Man                                | Jade Ewen                                 |
| 2009 | Here I Am (You Got Me)                | Tom Damil                                 |
| 2009 | Not For You                           | Natalie Bassingthwaighte                  |
| 2009 | Turn the Lights On                    | Natalie Bassingthwaighte                  |
| 2010 | Before the Brain                      | Alexandra Burke                           |
| 2010 | I Love You                            | Tone Damil                                |
| 2010 | Heartbeat                             | Leona Lewis                               |
| 2010 | Scream My Name                        | N-Dubz                                    |
| 2010 | Love Sick                             | N-Dubz                                    |
| 2010 | Higher                                | The Saturdays                             |
| 2010 | Karma                                 | The Saturdays                             |
| 2010 | Impossible                            | Shontelle                                 |
| 2011 | He About to Lose Me                   | Britney Spears                            |
| 2011 | Notorious                             | The Saturdays                             |
| 2011 | Faster                                | The Saturdays                             |
| 2011 | My Heart Takes Over                   | The Saturdays                             |
| 2011 | White Lies                            | The Saturdays                             |
| 2011 | Weak                                  | Melanie C                                 |
| 2011 | Synchronised                          | Sophie Ellis-Bextor                       |
| 2011 | A Little Love                         | Dionne Bromfield                          |
| 2011 | You Make Me Feel...                   | Cobra Starship feat. Sabi                 |
| 2012 | I Found You                           | The Wanted                                |
| 2012 | We Are Who We Are                     | Little Mix                                |
| 2012 | I Like It                             | JLS                                       |
| 2012 | Hurricane                             | Mandy Capristo                            |
| 2012 | Impossible                            | James Arthur                              |
| 2012 | Come Alive                            | Leona Lewis                               |
| 2012 | I Should Have Kissed You              | One Direction                             |
| 2012 | Look Back                             | Tone Damli                                |
| 2012 | Twilight                              | Cover Drive                               |
| 2012 | That Girl                             | Cover Drive                               |
| 2013 | Messiah                               | Wanessa                                   |
| 2013 | Shine It On                           | Wanessa                                   |
| 2013 | Melodies                              | Madison Beer                              |
| 2013 | In Your Eyes                          | Inna                                      |
| 2013 | We Like to Party                      | Inna                                      |
| 2013 | J'adore                               | Inna                                      |
| 2013 | Light It Up/Dame tu amor (feat. Reik) | Inna                                      |
| 2013 | My Best                               | Rebecca Ferguson                          |
| 2013 | All My Love                           | Cover Drive                               |
| 2013 | Recovery                              | James Arthur                              |
| 2013 | Traveling South                       | Adelén                                    |
| 2013 | Bombo                                 | Adelén                                    |
| 2013 | Baila Conmigo                         | Adelén                                    |
| 2014 | Travelling South                      | Ben Dettinger                             |
| 2014 | Empire                                | Shakira                                   |
| 2014 | The One                               | Aneta Sablik                              |
| 2014 | Growing Up in Pubblic                 | Professor Green feat. Tori Kelly          |
| 2014 | Breathe                               | Sanna Nielsen                             |
| 2014 | Rainbow                               | Sanna Nielsen                             |
| 2014 | Sirens                                | Cher Lloyd                                |
| 2014 | Bind Your Love                        | Cher Lloyd                                |
| 2014 | Bump                                  | Baby Blue                                 |
| 2014 | Hold Up                               | Maude Harcheb                             |
| 2014 | Close to Me                           | BoA                                       |
| 2014 | Adrenaline                            | Girls' Generation                         |
| 2014 | Olé                                   | Adélen                                    |
| 2015 | I Believed                            | Ann Sophie                                |
| 2015 | Like That                             | Fleur East                                |
| 2015 | Adore                                 | Jasmine Thompson                          |
| 2015 | Hold My Hands                         | Jess Glynne                               |
| 2015 | Lionheart                             | Demi Lovato                               |
| 2016 | Flaws                                 | Olly Murs                                 |
| 2016 | Better Without You                    | Olly Murs                                 |
| 2016 | That Girl                             | Olly Murs                                 |
| 2016 | Whole                                 | Anna Naklab                               |
| 2016 | Love Is the Name                      | Sofia Carson                              |
| 2016 | Alarm                                 | Anne-Marie                                |
| 2016 | Rockabye                              | Clean Bandit feat. Anne-Marie e Sean Paul |
| 2017 | Text from Your Ex                     | Tinie Tempah feat. Tinashe                |
| 2017 | Ego                                   | Rag'n'Bon Man                             |
| 2017 | You Make Me Whole                     | Steps                                     |
| 2017 | Happy                                 | Steps                                     |
| 2017 | Firefly                               | Steps                                     |
| 2017 | Simphony                              | Clean Bandit feat. Zara Larsson           |
| 2017 | Jealousy                              | Disciples                                 |
| 2017 | Then                                  | Anne-Marie                                |
| 2018 | Breathing Fir                         | Anne-Marie                                |
| 2018 | Mad Love                              | David Guetta & Sean Paul feat. Becky G    |
| 2019 | You Keep Calling                      | BAARD                                     |
| 2019 | Repeat After Me                       | Nathan Dawe feat. Melissa Steel           |
| 2019 | Forever Young                         | Jack Wins feat. Amy Grace                 |
| 2020 | Thinking                              | BAARD                                     |
| 2020 | Home Now                              | Yves V. feat. Alida                       |
| 2020 | I Miss U                              | Jax Jones feat. Au/Ra                     |